# Ялухін Матвій Петрович
Матвій Петрович Ялухін (16 листопада 1908, Русакова, Камишловський повіт, Пермська губернія, Російська імперія — 5 червня 1992, Єкатеринбург, Свердловська область, Російська Федерація) — працівник радянського сільського господарства, птахівник, ветеран тилу, Герой Соціалістичної Праці (1988).

## Життєпис
Матвій Петрович Ялухін народився 16 листопада 1908 року в селі Русакова Камишловсткого повіту Пермської губернії.
Виріс у селі Четкарино, посеред бідноти. На початку 1917 року подався в найми до місцевого куркуля. У 1928 році родина Матвія вступила до товариства з спільної обробки землі, а після утворення з нього комуни «Новий шлях», 20-річний Ялухін був обраний її першим головою. Після загострення класової боротьби в 1929 році, як член невеликого костяка комсомольців брав участь у розкуркулюванні і відразу роздавав знайдене в схованках кулаков місцевим комунарам. У 1933 році, після закінчення Шадринського птахівничого технікуму, приїхав в утворений роком раніше птахівничий радгосп «Балаірський» в селищі Кузнецовський Талицького району Уральської області, де почав працювати зоотехніком. Дослужившись до посади директора радгоспу, вивів його в прибуткові господарства та за високі показники в 1939 році став учасником Всесоюзної сільськогосподарської виставки у Москві, де в нагороду отримав легковий автомобіль «ГАЗ-М1».
З січня 1940 року до січня 1948 року Ялухін обіймав посаду голови виконавчого комітету Талицької районної Ради депутатів трудящих, на керівництво якої припали роки Великої Вітчизняної війни. 19 червня 1942 року указом Президії Верховної Ради РРФСР адміністративному центру району — робітничому селищу Талиця був привласнений статус міста районного підпорядкування. За успішне виконання плану хлібозаготівель 1944 року Талицький район був удостоєний Прапора Державного комітету оборони СРСР, а Ялухін як голова райвиконкому нагороджений орденом Вітчизняної війни II ступеня.
У повоєнний час Ялухін обіймав посаду начальника управління по тваринництву в управлінні сільського господарства Свердловської області, а в 1949 році став заступником начальника обласного управління сільського господарства. Обирався депутатом Свердловської обласної Ради депутатів трудящих. У 1965 році, після рішень березневого Пленуму ЦК КПРС щодо розвитку промислового птахівництва, 57-річний Ялухін був призначений на посаду директора новоствореного Свердловського птахівничого тресту (згодом — генеральний директор виробничого об'єднання «Свердловське» по птахівництву Свердловської області), яким беззмінно керував протягом 27 років до самої смерті.
Не маючи систематичної освіти, Ялухін володів аналітичним розумом, вмів розуміти людей, доходити до суті, будувати стратегічно вивірені плани, будучи у своєму роді «самородком» і володіючи рідкісними організаторськими здібностями. Зібравши команду фахівців своєї справи (аграріїв, будівельників, енергетиків, механіків тощо), він перетворив трест, що складався з кількох примітивних та убогих господарств, в конгломерат високомеханізованих птахофабрик. На будівництві корпусів господарства були зайняті колективи багатьох заводів, зокрема «Уралмашу» під керівництвом Миколи Рижкова, і згодом частина отриманої продукції надходила працівникам цих підприємств. Ялухін навіть хвалився, що сам директор «Уралмашу» сидів у нього в приймальні, так як першим особам області було вигідно мати на своїй території птахофабрику, яка приносила дохід, створювала робочі місця, розвивала соціальну сферу. За роки його керівництва потужності свердловського птицепрома зросли практично у два рази, а виробничі показники птахофабрики «Свердловська» — в п'ять разів, в результаті чого почала виправлятися ситуація з дефіцитом яєць. Наприклад, всього лише за одне десятиліття з моменту приходу Ялухіна на виробництво — з 1965 по 1975 роки — виробництво яєць в рік зросла зі 113 мільйонів до 900 мільйонів, у 1977 році був проведений рекордний 1 мільярд яєць, а в 1979 році — вже 1 мільярд 200 мільйонів. У 1973 році в експлуатацію була введена перша в області бройлерна птахофабрика, де для вирощування м'ясної птиці в теплі спеціально був підведений газ. Найбільшою ж гордістю Ялухина стала створена в 1981 році птахофабрика «Рефтинська», побудована поруч з Рефтинської ГРЕС яка стала справжньою фабрикою м'яса. Між тим, під час будівництва птахофабрики виник конфликт — за словами першого директора Рефтинської ГРЕС Ю. В. Іванова, Ялухін противився будівництву фільтрувальної станції та очисних споруд, заявивши, що це «не його справа, тому що він повинен вирощувати курей, а забезпечувати його підприємство питною водою й очищати їх стоки повинен хтось інший».
Коли на дванадцяту п'ятирічку (1986—1990 роки) господарству «Свердловське» було дано завдання досягти до 1990 році обсягів виробництва яєць у розмірі 1 мільярд 350 мільйонів штук, даний показник був досягнутий вже до кінця 1986 року. До 1987 року «під керівництвом» Ялухіна значилося 14 мільйонів птахів. За роки керівництва господарством за свою роботу він був нагороджений орденом Леніна, Жовтневої Революції (двічі), Дружби народів і «Знак Пошани». Нарешті, в 1988 році, переступивши рубіж свого 80-річчя, Ялухін удостоївся вищої трудової відзнаки — звання «Герой Соціалістичної Праці» з врученням золотої медалі «Серп і Молот» і другого ордена Леніна. Його птахогосподарство згодом успішно впоралося з переходом країни на ринкову економіку і продовжило свою роботу (у 2011 році птахофабрика з державного підприємства була перетворена в акціонерне товариство).
Матвій Петрович Ялухін помер 5 червня 1992 року в Єкатеринбурзі на 84-му році життя. Похований на Сибірському кладовищі.

## Нагороди
- Звання «Герой Соціалістичної Праці» з врученням золотої медалі «Серп і Молот» та ордену Леніна (19 грудня 1988 року, указом Президії Верховної Ради СРСР) — «за досягнення визначних показників у виконанні планів і соціалістичних зобов'язань по збільшенню виробництва і продажу державі продукції тваринництва, великий особистий внесок у розвиток птахівництва області та виявлену трудову доблесть»[12].
- Орден Леніна (17 серпня 1971)[1].
- Орден Жовтневої Революції (11 грудня 1973 року, 23 грудня 1976)[1].
- Орден Вітчизняної війни II ступеня (1 лютого 1945)[1].
- Орден Трудового Червоного Прапора (8 березня 1958 року) — «за успіхи, досягнуті в роботі по збільшенню виробництва і здачі державі сільськогосподарських продуктів»[13].
- Орден Дружби народів (12 березня 1982)[1].
- Орден «Знак Пошани» (22 березня 1966)[1].
- Медаль «За трудову доблесть» (5 березня 1955 року) — «за вислугу років і бездоганну роботу»[14].
- Кілька медалей, у тому числі медаль «За доблесну працю у Великій Вітчизняній війні 1941—1945 рр.», а також 15-ть медалей ВСХВ і ВДНГ СРСР[2][1].

## Пам'ять
- У 2008 році ім'ям Ялухіна, а також Є. К. Ростецького, Є. Ф. Маркіна та С. В. Єремєєвабули названі премії губернатора Свердловської області для трудівників агропромислового комплексу Свердловської області, зокрема відзначилися працівники птахофабрик<ref>Указ губернатора Свердловской области № 1371-УГ от 29 декабря 2008 года «Об учреждении премий Губернатора Свердловской области имени Героев Социалистического Труда Сергея Васильевича Еремеева, Ефима Федосеевича Маркина, Евгения Константиновича Ростецкого и Матвея Петровича Ялухина для работников агропромышленного комплекса Свердловской области». Губернатор Свердловской области. 29 декабря 2008. Архів оригіналу за 6 червня 2019. Процитовано 3 июня 2019.<ref>.
- У 2012 році нарис про Ялухіна був виданий у книзі «Часу живі голоси» журналіста Я. Б. Хуторянського[8][8].
- Ім'я Ялухіна носять фірмові магазини птахівничої галузі Свердловської області[2].